# Henrik Larsson
Henrik Edward Larsson (* 20. září 1971 Helsingborg) je švédský profesionální fotbalový trenér a bývalý profesionální fotbalista kapverdského původu, který hrával na pozici útočníka. Svoji hráčskou kariéru ukončil v roce 2009, a to v dresu švédského klubu Helsingborgs IF. Mezi lety 1993 a 2009 odehrál také 106 utkání v dresu švédské reprezentace, ve kterých vstřelil 37 branek.

## Klubová kariéra
Svou profesionální kariéru odstartoval v Högaborgu, ve svých sedmnácti letech. V tak mladém věku dokazoval, že je šikovným střelcem, za čtyři sezony strávené v tomto malém klubu dokázal nastřílet úctyhodných 23 branek. Logicky se po něm začaly poohlížet větší švédské kluby, volba nakonec padla na Helsingborgs IF. Jako hráč vyrostl pro evropský fotbal. Měl bilanci takřka jedné vstřelené branky na zápas, začal koketovat s reprezentací a zájem o jeho služby projevil holandský Feyenoord. V roce 1993 se zájem proměnil v konkrétní nabídku a Helsingborg neměl důvod lukrativní nabídku 295 tisíc liber nepřijmout. Nutno dodat, že byl takřka domluven s švýcarským klubem Grasshoppers Curych.

### Feyenoord
Tímto přestupem odstartoval Larsson novou etapu své fotbalové kariéry. Opustil břehy svého domova a vydal se hledat štěstí v Evropě, s jedním cílem - nastřílet za každý klub, jehož dres bude oblékat, co nejvíce branek. V dresu Feyenoordu zatím neukázal svou skutečnou sílu, za čtyři strávené sezony v Nizozemsku střelecky nijak zvlášť neohromil, ale také nezklamal.

### Celtic
Po následných komplikacích se smlouvou ve Feyenoordu si ho v roce 1997 vyhlédl tehdejší manažer Celticu Wim Jansen. Skotský velkoklub za Larssona zaplatil 650 tisíc liber.
Začátky Henrika v novém působišti nebyly nijak valné, ve svém prvním zápase za Celtic v evropských pohárech si vstřelil vlastní branku. Ani debut v lize se mu příliš nepovedl. Nicméně, navzdory slabému začátku nakonec Celtic Glasgow získal double, tzn. ligový titul a Skotský pohár. Larsson se s přibývajícím časem ve Skotsku zabydlel a tím i rozstřílel. Rychle si ho oblíbili fanoušci, což mu samozřejmě přidalo na pohodě. Larsson si však musel projít také těžkou krizí. Po dvou sezonách, které odehrál prakticky kompletně, přišlo v utkání poháru UEFA proti Lyonu těžké zranění. Odnesla to noha, kterou si zlomil na dvou místech. Následky byly katastrofální, více než rok byl na marodce.
Ale po tomto těžkém zranění jako by se do sezóny 2000/01 vrátil ještě silnější Larsson. Celtic už vedl nový trenér Martin O'Neill. Nový kouč dal Larssonovi důvěru a ten se mu odvděčil královsky. Jeho góly výraznou měrou pomohly klubu k nadvládě ve Skotsku. V roce 2001 mu jeho branky dopomohly k prestižnímu ocenění Zlatá kopačka. A fanoušci si ho poprávu zvolili nejlepším cizincem v dějinách klubu. V roce 2003 dvěma góly živil naději Celticu na zisk poháru UEFA, nakonec se radovalo po výsledku 3:2 FC Porto.
Po sedmi sezónách strávených ve Skotsku se rozhodl Larsson zkusit fotbal v jiné zemi, kde je liga na vyšší úrovni. Loučil se opět jako král, svými dvěma brankami rozhodl o vítězství nad Dunfermline Athletic a radoval se ze skotského poháru.

### Barcelona

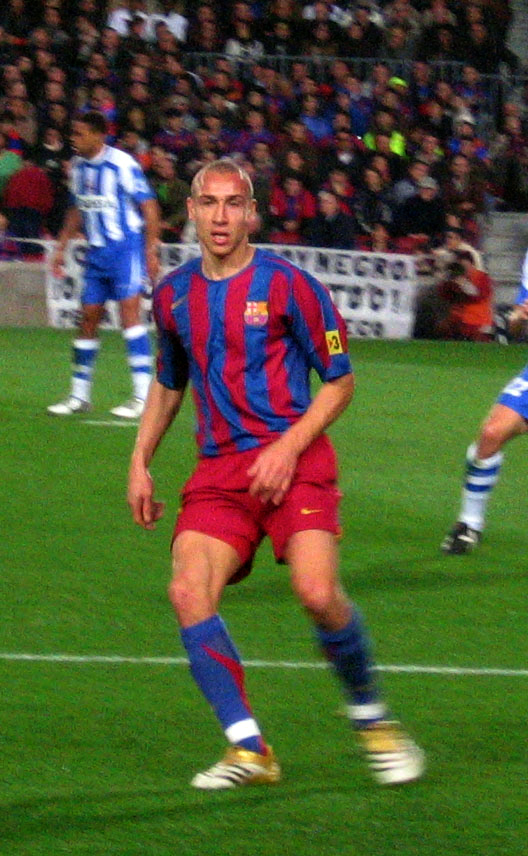
Henrik Larsson v zápase Barcelony a La Coruñi v březnu 2006

V létě roku 2004 se jakožto volný hráč dohodl na jednoletém kontraktu s FC Barcelonou. Získal titul, ale svou první sezonu ve Španělsku si moc neužil. Vinou vleklého zranění jen paběrkoval. V Lize mistrů však stihl vsítit za Barcu velice pikantní gól, jeho branka totiž rozhodla utkání proti Celticu Glasgow, jeho bývalému zaměstnavateli. Po zápase prohlásil: „Bylo pro mě velmi těžké oslavit gól, protože jsem zde prožil tolik krásných momentů.“ Svou kariéru v Barceloně nakonec prodloužil o další rok, většinu sezony sice kryl záda Samuelu Eto'ovi, ale i přesto byl pro Barcu velikým přínosem. Nastřílel deset branek a do mužstva zapadl po všech stránkách.
Když v lednu 2006 ohlásil svůj definitivní odchod z Katalánska, jeho spoluhráč Ronaldinho o něm prohlásil: "S Henrikem, který nás tuto sezonu opouští, ztratit klub skvělého střelce, to bezesporu. Ale také ztrácím výborného přítele. Henrik byl můj idol a když teď můžu hrát po jeho boku, je to fantastické." A není lepší se s Barcou rozloučit jinak, než ve finále Ligy mistrů. A to se ještě nevědělo, jak stylově dá klubu, kde si ho za dvě krátké sezony všichni zamilovali, sbohem. Ve finálovém utkání Barcelony s Arsenalem bylo dlouho ve vedení anglické mužstvo a zdálo se, že Barcelona neprožije šťastný večer. Vše se zlomilo až příchodem švédského ostrostřelce, ten dvěma geniálními přihrávkami rozhodl o výsledku a náramně si svůj odchod ze Španělska okořenil. "Lidé vždy mluví o Ronaldinhovi, Eto'ovi nebo Giulym, ale já jsem si jich nevšiml, dnes jsem si všiml Henrika Larssona. Přišel do hry a z našeho pohledu nám usmrtil všechny naděje. Dnes to byl večer jednoho hráče – Henrika Larssona," vysekl poklonu smutný finalista v barvách Gunners Thierry Henry.

### Helsingborgs a Manchester United
Larsson byl napevno rozhodnut, že kariéru dohraje tam, kde ji odstartoval – v Helsingborgu. Ve švédském týmu odehrál několik zápasů a těšil se na krátkou pauzu mezi lednem a březnem. Plány mu však "zhatil" manažer Manchesteru United Sir Alex Ferguson. Ten měl problémy s útočníky a hledal osvědčeného kanonýra, jako jasná volba se mu vykrystalizoval Evropou prostřílený Larsson. Ten prý neváhal ani minutu a nabídku přijal. Mezi lednem a březnem tak za Manchester odehrál sedm ligových utkání, dal jednu branku proti Watfordu a navrch rozhodl utkání FA Cupu proti Aston Ville hned při svém debutu. Byly náznaky, že Larsson v Manchesteru dohraje sezonu, to sám hráč vyvrátil 20. února. „Byl pro nás fantastickou posilou. Udělali jsme všechno pro to, abychom ho zde udrželi déle, ale rozhodl se jinak a my všichni to budeme respektovat,“ řekl samotný Ferguson.

## Reprezentační kariéra
Nemalou část své kariéry prožil na poli reprezentačním. Za barvy Švédska odehrál 93 utkání v nichž se radoval přesně 36krát ze vstřelené branky. Upoutal už na mistrovství světa v roce 1994 vzhledem, ale hlavně fotbalovým uměním. Navrch se na turnaji v USA dokázal třikrát střelecky prosadit. Švédové skončili nakonec třetí. Larsson se mimo jiné účastnil světových šampionátů v roce 2002 a 2006, ale úspěch z roku 1994 už nepřekonal.
Po mistrovství světa 2002 v Koreji a Japonsku Herik Larsson doslova šokoval švédské fanoušky prohlášením, že v reprezentaci končí. Své rozhodnutí ale změnil před evropským šampionátem 2004 v Portugalsku. Švédskou reprezentaci opět táhl k úspěchu, vstřelil tři branky. Jednu z nich dal 22. června 2004 v posledním zápase základní skupiny C proti Dánsku (oba týmy potřebovaly na zajištění postupu ze skupiny minimálně remízu 2:2 nebo vyšší (3:3, 4:4 atd.), která by vyřadila ze hry Itálii), zápas skončil očekávaným výsledkem 2:2. Dobře poskládané švédské mužstvo zastavili až Nizozemci ve čtvrtfinále na penalty.
Larsson se s reprezentací "definitivně" rozloučil 17. července 2006 po mistrovství světa v Německu. „Je čas skončit. Teď je ta pravá chvíle. Kapitola s reprezentací je uzavřena,“ vysvětlil. Trenér Lars Lagerbäck jej znovu přemluvil k návratu před Mistrovstvím Evropy 2008, na kterém se připojil ke švédské výpravě.

## Úspěchy

### Klubové
Feyenoord
- 2× vítěz nizozemského poháru (1993/94, 1994/95)

Celtic
- 4× vítěz Scottish Premier League (1997/98, 2000/01, 2002/03, 2003/04)
- 2× vítěz skotského poháru (2000/01, 2003/04)
- 2× vítěz skotského ligového poháru (1997/98, 2000/01)

FC Barcelona
- 2× vítěz Primera división (2004/05, 2005/06)
- 1× vítěz španělského superpoháru (2006)
- 1× vítěz Ligy mistrů (2005/06)

Helsingborg
- 1× vítěz Svenska Cupen (2006)

Manchester United
- 1× vítěz Premier League (2006/07)

### Individuální ocenění
- 1× držitel Zlaté kopačky (2000/01)[3][4]
- nositel Řádu britského impéria (2006)[5]
- 2× nejlepší švédský fotbalista (1998, 2004)[6]
- 2× nejlepší hráč ve Skotsku dle novinářské asociace SFWA (Scottish Football Writers' Association) i hráčské asociace SPFA (Scottish Professional Footballers' Association) (1999, 2001)[7]
- člen UEFA Jubilee 52 Golden Players.[8][9]

## Osobní život
Henrikův otec pochází z Kapverdských ostrovů. Jeho matka je Švédka. V roce 1996 se oženil s dětskou láskou Magdalenou a spolu mají dvě děti, Jordana a Janice.